# Девас (округ)
Девас (хинди देवास ज़िला; англ. Dewas) — округ в индийском штате Мадхья-Прадеш. Административный центр — город Девас. Площадь округа — 7020 км². По данным всеиндийской переписи 2001 года население округа составляло 1 308 223 человека. Уровень грамотности взрослого населения составлял 60,9 %, что немного выше среднеиндийского уровня (59,5 %). Доля городского населения составляла 27,4 %.